# The Hesitant Alien Tour
The Hesitant Alien Tour fue la primera gira realizada por el músico estadounidense Gerard Way; contempló espectáculos desde octubre de 2014 hasta octubre de 2015. Se realizó con motivo de la publicación de su álbum debut como solista, Hesitant alien, y tuvo etapas en Estados Unidos, Reino Unido, Norteamérica y Europa en general, Asia, Australia y Rusia.
La gira incluyó a The Eeries, No Devotion, Nuns y Tape como teloneros; a su vez, algunos conciertos en Australia fueron la apertura para la banda estadounidense The Smashing Pumpkins.

## Lista de canciones
A modo de ejemplo, se muestra a continuación la lista de canciones tocadas en el Starland Ballroom de Sayreville (Nueva Jersey, Estados Unidos) el 22 de octubre de 2014, así como, además, otras canciones diferentes tocadas en otros conciertos:

### Sayreville (Nueva Jersey)
Repertorio principal
1. «The bureau»
2. «Action cat»
3. «Zero zero»
4. «Millions»
5. «Juarez»
6. «Drugstore perfume»
7. «Television all the time» (bonus track para Japón[3] de Hesitant alien)
8. Piano[4]
9. «Brother»
10. «Get the gang together»
11. «How it's going to be»
12. «Maya the psychic»
13. «No shows»
14. «Snakedriver» (cover de The Jesus and Mary Chain)

Encore
1. «I wanna be your Joey Ramone» (cover de Sleater-Kinney)

### Otras canciones
- «Dasher» (descarte de Hesitant alien; tocada desde la primera etapa de Estados Unidos)[5]
- «Don't try» (descarte de Hesitant alien; tocada desde la etapa de Europa)[6]
- «Kid nothing» (canción nueva; estrenada en la etapa de Europa)[7]
- «Cheap lights» (canción nueva; estrenada el 20 de enero de 2015 en Birmingham, Inglaterra)[8]
- «Pinkish» (descarte de Hesitant alien; tocada desde el 4 de septiembre de 2015 en Kiev, Ucrania)[9]

## Fechas de conciertos

### Presentaciones previas
| Fecha                | Ciudad               | País            | Recinto o evento                      |
| -------------------- | -------------------- | --------------- | ------------------------------------- |
| 8 de agosto de 2014  | Burbank (California) | Estados Unidos  | Inmediaciones de Warner Bros. Records |
| 20 de agosto de 2014 | Portsmouth           | Inglaterra (RU) | Wedgewood Rooms                       |
| 22 de agosto de 2014 | Reading              | Inglaterra (RU) | Festival de Reading y Leeds           |
| 23 de agosto de 2014 | Leeds                | Inglaterra (RU) | Festival de Reading y Leeds           |

### Primera etapa: Estados Unidos I
| Fecha                 | Ciudad        | Estado        | País | Recinto            |
| --------------------- | ------------- | ------------- | ---- | ------------------ |
| 12 de octubre de 2014 | San Francisco | California    | EUA  | The Fillmore       |
| 13 de octubre de 2014 | Hollywood     | California    | EUA  | The Troubadour     |
| 14 de octubre de 2014 | Los Ángeles   | California    | EUA  | Fonda Theatre      |
| 17 de octubre de 2014 | Filadelfia    | Pensilvania   | EUA  | Trocadero Theatre  |
| 19 de octubre de 2014 | Boston        | Massachusetts | EUA  | Paradise Rock Club |
| 20 de octubre de 2014 | Nueva York    | Nueva York    | EUA  | Irving Plaza       |
| 22 de octubre de 2014 | Sayreville    | Nueva Jersey  | EUA  | Starland Ballroom  |
| 23 de octubre de 2014 | Nueva York    | Nueva York    | EUA  | Webster Hall       |

### Segunda etapa: Reino Unido y México
| Fecha                   | Ciudad           | País       |        | Recinto           |
| ----------------------- | ---------------- | ---------- | ------ | ----------------- |
| 5 de noviembre de 2014  | Mánchester       | Inglaterra | RU     | The Ritz          |
| 6 de noviembre de 2014  | Oxford           | Inglaterra | RU     | O2 Academy        |
| 7 de noviembre de 2014  | Glasgow          | Escocia    | RU     | O2 ABC            |
| 9 de noviembre de 2014  | Cardiff          | Gales      | RU     | Y Plas            |
| 10 de noviembre de 2014 | Londres          | Inglaterra | RU     | KOKO              |
| 14 de noviembre de 2014 | Ciudad de México | México     | México | Salón José Cuervo |

### Tercera etapa: Europa
| Fecha                | Ciudad          | País            | Recinto              |
| -------------------- | --------------- | --------------- | -------------------- |
| 14 de enero de 2015  | Lisboa          | Portugal        | Armazem F            |
| 15 de enero de 2015  | Madrid          | España          | Joy Eslava           |
| 16 de enero de 2015  | Barcelona       | España          | Sala Apolo           |
| 18 de enero de 2015  | París           | Francia         | La Trabendo          |
| 20 de enero de 2015  | Birmingham      | Inglaterra (RU) | O2 Academy           |
| 21 de enero de 2015  | Southampton     | Inglaterra (RU) | O2 Gildhall          |
| 23 de enero de 2015  | Londres         | Inglaterra (RU) | Brixton Academy      |
| 24 de enero de 2015  | Ámsterdam       | Países Bajos    | Melkweg the Max      |
| 25 de enero de 2015  | Colonia         | Alemania        | Gloria               |
| 27 de enero de 2015  | Berlín          | Alemania        | Heimathafen Neukölln |
| 28 de enero de 2015  | Praga           | República Checa | Lucerna Music Bar    |
| 30 de enero de 2015  | Varsovia        | Polonia         | Proxima              |
| 1 de febrero de 2015 | Copenhague      | Dinamarca       | Pumpehuset           |
| 2 de febrero de 2015 | Oslo            | Noruega         | Vulkan Scene         |
| 3 de febrero de 2015 | Estocolmo       | Suecia          | Klubben              |
| 5 de febrero de 2015 | Helsinki        | Finlandia       | The Circus           |
| 6 de febrero de 2015 | San Petersburgo | Rusia           | Glavclub             |
| 7 de febrero de 2015 | Moscú           | Rusia           | Glavclub             |

### Cuarta etapa: Japón y Australia
| Fecha                 | Ciudad    | País      | Recinto o evento   |
| --------------------- | --------- | --------- | ------------------ |
| 16 de febrero de 2015 | Osaka     | Japón     | Osaka BIGCAT       |
| 17 de febrero de 2015 | Tokio     | Japón     | Akasaka Blitz      |
| 18 de febrero de 2015 | Tokio     | Japón     | Vampark Fest       |
| 21 de febrero de 2015 | Adelaida  | Australia | Soundwave Festival |
| 22 de febrero de 2015 | Melbourne | Australia | Soundwave Festival |
| 23 de febrero de 2015 | Melbourne | Australia | Festival Hall      |
| 25 de febrero de 2015 | Sídney    | Australia | Big Top Luna Park  |
| 28 de febrero de 2015 | Sídney    | Australia | Soundwave Festival |
| 1 de marzo de 2015    | Brisbane  | Australia | Soundwave Festival |

### Quinta etapa: Medio Oeste de Estados Unidos y Canadá
| Fecha              | Ciudad      | Estado o provincia | País | Recinto                      |
| ------------------ | ----------- | ------------------ | ---- | ---------------------------- |
| 15 de mayo de 2015 | Minneapolis | Minnesota          | EUA  | First Avenue                 |
| 16 de mayo de 2015 | Chicago     | Illinois           | EUA  | Vic Theatre                  |
| 17 de mayo de 2015 | Detroit     | Míchigan           | EUA  | Saint Andrew's Hall          |
| 19 de mayo de 2015 | Cincinnati  | Ohio               | EUA  | Bogart's                     |
| 20 de mayo de 2015 | Toronto     | Ontario            | CAN  | The Danforth Music Hall      |
| 22 de mayo de 2015 | Montreal    | Quebec             | CAN  | Virgin Mobile Corona Theatre |
| 23 de mayo de 2015 | Boston      | Massachusetts      | EUA  | Boston Calling 2015          |

### Sexta etapa: Rusia, Ucrania y China
| Fecha                       | Ciudad          | Distrito federal | País    | Recinto            |
| --------------------------- | --------------- | ---------------- | ------- | ------------------ |
| 4 de septiembre de 2015     | Kiev            |                  | Ucrania | Stereo Plaza       |
| 6 de septiembre de 2015     | Nizhni Nóvgorod | Volga            | Rusia   | MILO Concert Hall  |
| 8 de septiembre de 2015     | Samara          | Volga            | Rusia   | МТЛ «Арена»        |
| 9 de septiembre de 2015     | Moscú           | Central          | Rusia   | Stadium Live       |
| 10 de septiembre de 2015    | San Petersburgo | Noroeste         | Rusia   | A2                 |
| 12 de septiembre de 2015    | Ekaterimburgo   | Ural             | Rusia   | Tele Club          |
| 14 de septiembre de 2015    | Krasnoyarsk     | Siberia          | Rusia   | Grand Hall Siberia |
| 15 de septiembre de 2015    | Novosibirsk     | Siberia          | Rusia   | Otdyh Club         |
| 17 de septiembre de 2015    | Vladivostok     | Lejano Oriente   | Rusia   | Fresco Hall        |
| 19/20 de septiembre de 2015 | Shanghái        |                  | China   | Festival Echo Park |

### Séptima etapa: oeste y sur de Estados Unidos
| Fecha                 | Ciudad        | Estado     | País | Recinto                        |
| --------------------- | ------------- | ---------- | ---- | ------------------------------ |
| 24 de octubre de 2015 | San Diego     | California | EUA  | House of Blues                 |
| 25 de octubre de 2015 | Tempe         | Arizona    | EUA  | Marquee Theatre                |
| 27 de octubre de 2015 | Dallas        | Texas      | EUA  | House of Blues                 |
| 28 de octubre de 2015 | Austin        | Texas      | EUA  | Emo's                          |
| 30 de octubre de 2015 | Nueva Orleans | Luisiana   | EUA  | Voodoo Music + Arts Experience |